# Frederik Rubeck Christian Bülow
Frederik Rubeck Christian (von) Bülow (28. oktober 1744 – 2. maj 1819 i Skive) var en dansk officer og godsejer, far til Frederik Bülow.
Hans forældre var major Frederik Lorenz Bülow til Espe og Bonderup (1708-1748, gift 1. gang 1737 med Ellen Marie Haxthausen, 1705-1738, 2. gang senest 1741 med Margrethe Vilhelmine Brügmann, 1723-1742) og dennes tredje Hustru Margrethe Kaas (1719-1777, gift 2. gang 1769 med major Ove Bernhard Lüttichau til Haraldskær, 1745-1781), datter af Rubeck Kaas til Nedergård på Langeland.
Han blev underofficer ved sønderjyske nationale infanteriregiment 1755, fændrik 1757, premierløjtnant 1758. Han omtales 1764 af sin regimentschef som en meget anselig, høj og smuk officer, der trods sin unge alder med stor duelighed havde udført sin tjeneste under udrykningen i 1762. 1771 søgte han afsked og fik 1775 afskedspatent som major, men indtrådte 1801 på ny i tjenesten som oberstløjtnant og bataljonskommandør i jyske landeværn og blev 1803 oberst og chef for vestjyske landeværnsregiment. Efter at landeværnet 1808 var blevet optaget i den aktive hær, stilledes han à la suite og fik 1809 afsked som generalmajor.
Mere end fra sin virksomhed som officer er han dog kendt som landmand eller rettere for sin handel med landejendomme, af hvilke efterhånden Mariager Kloster, Mølgård, Havbrogård, Ørndrup i Nørrejylland, Nustrupgård i Sønderjylland m.fl. kom i hans eje. Han plejede i reglen, så snart han havde købt en gård, og forinden han afhændede den på ny, at bortsælge bøndergodset til fri ejendom, og denne i hin tid usædvanlige fremgangsmåde, der til dels skal være fulgt af filantropiske hensyn, skaffede ham blandt hans standsfæller øgenavnet "herregårdsslagteren". Han havde ved sine handler erhvervet sig ikke lille formue, der dog fuldstændig gik tabt i årene efter 1807. Bülow døde 2. maj 1819.
Bülow blev gift 1. gang ca. 1770 med Grete Claudi (ca. 1752, bisat 27. oktober 1772 i Almind ved Kolding, begravet i Skibet). 2. gang ægtede han 24. juni 1774 i Vesterbølle Eva Louise Lüttichau (26. august 1746 på Lerkenfeldt – 9. januar 1779 i Næstved), datter af generalmajor Wolff Caspar von Lüttichau til Lerkenfeldt (1704-1765) og Lucie Magdalene Ochsen (1705-1775). 3. gang giftede han sig 13. september 1793 i Havbro med Henrikke Marie Kold (døbt 4. september 1766 på Harrestruplund, Davbjerg Sogn – 27. januar 1843 i København, datter af herredsfoged i Fjends-Nørlyng Herreder Peder Kold (død 1782) og Else Marie Henriksdatter Brunow (ca. 1733-1807), der var en datter af herredsfoged i Mønsted Peter Cold og Else Marie f. Bruun og en sønnedatter af Tordenskiolds kendte tjener, Christian Nicolai Cold.